# Huỳnh Văn Tiểng
Huỳnh Văn Tiểng (1920- 2009) sinh tại xã Tân Phú Trung, huyện Củ Chi, Sài Gòn; nguyên Đại biểu Quốc hội, Ủy viên Thường vụ Đảng Dân chủ Việt Nam, Phó Tổng Biên tập Đài Tiếng nói Việt Nam, Giám đốc Đài Truyền hình thành phố Hồ Chí Minh. Ông còn là nhạc sĩ hoạt động cách mạng, sáng tác nhiều bài hát nổi tiếng như Lên Đàng, Giải Phóng Miền Nam...

## Tiểu sử
Huỳnh Văn Tiểng (tức Huỳnh Minh Siêng) sinh năm 1920 tại xã Tân Phú Trung, huyện Củ Chi, Sài Gòn.
- Năm 1936 - 1939: Tham gia Phong trào Đông Dương Đại hội do Xứ ủy Đảng Cộng sản Đông Dương lãnh đạo. Lập các nhóm học sinh ủng hộ báo Đảng, lập các tủ sách Mác-xít, vận động học sinh lấy chữ ký kiến nghị phản đối thực dân Pháp bắt giam các dân biểu cộng sản.
- Năm 1940 - 1943: Lập Phong trào Câu lạc bộ học sinh Sài Gòn, Ủy viên Ban Chấp hành Tổng Hội Sinh viên vận động phong trào sinh viên yêu nước bằng bài hát ca kịch, truyền bá Quốc ngữ cho thanh niên.
- Ông là thành viên nhóm Huỳnh - Mai - Lưu (Huỳnh Văn Tiểng - Mai Văn Bộ - Lưu Hữu Phước) nổi tiếng trong phong trào thanh niên Nam kỳ trước Cách mạng tháng Tám.
- Năm 1944 - 1946: Ủy viên Đảng Đoàn Phong trào Thanh niên Tiền phong ở Sài Gòn, tham gia giành chính quyền tại Sài Gòn trong Cách mạng Tháng Tám; Ủy viên Ủy ban Nhân dân Nam bộ; Phó Chủ tịch Ủy ban Kháng chiến Nam bộ (do Trần Văn Giàu làm Chủ tịch); Đại biểu Quốc hội khóa I, II, III, IV, V (1946 - 1975).
- Năm 1947 - 1949: Ủy viên Trung ương Đảng Dân chủ Việt Nam; Phó Chủ tịch Ủy ban kháng chiến Nam Bộ.
- Năm 1950 - 1954: Chủ tịch Hội Nhà báo Nam bộ; Ủy viên Ban Chấp hành Văn nghệ Nam bộ, Phó Giám đốc Sở Thông tin Nam bộ.
- Năm 1955 - 1975: Phó Tổng biên tập Đài Tiếng nói Việt Nam; Trưởng Ban biên tập Vô tuyến truyền hình Việt Nam (ngày nay là Tổng Giám đốc Đài Truyền hình Việt Nam); Ủy viên Ủy ban Trung ương MTTQ Việt Nam.
- Năm 1976 - 1989: Phó Chủ nhiệm Ủy ban Phát thanh và Truyền hình Việt Nam kiêm Giám đốc Đài Truyền hình thành phố Hồ Chí Minh (HTV); Phó Chủ tịch Mặt trận Tổ quốc Việt Nam thành phố Hồ Chí Minh; Phó Chủ tịch Ủy ban đoàn kết và hữu nghị các dân tộc thành phố Hồ Chí Minh.
- Năm 1990, được nghỉ hưu.[1]
- Ông mất ngày 4 tháng 6 năm 2009 tại thành phố Hồ Chí Minh; Hưởng thọ 90 tuổi. An táng tại Nghĩa trang Liệt sĩ Thành phố Hồ Chí Minh.[2]

## Quan điểm
- Đảng Dân chủ hiện nay do Hoàng Minh Chính lên tiếng "khôi phục" thì về bản chất đã khác với Đảng Dân chủ Việt Nam từng tồn tại từ năm 1944 đến 1988.[3]

## Tác phẩm
- Lời Nhạc phẩm của Lưu Hữu Phước:
  - Lên đàng
  - Giải phóng miền Nam
  - V.v...
- Đồng tác giả với Bùi Đức Tịnh trong Tuyển tập Huỳnh - Mai - Lưu và các ca khúc khác.

## Phong tặng
- Huân chương Độc lập hạng hai;
- Huân chương Kháng chiến chống Pháp hạng nhất;
- Huân chương Kháng chiến chống Mỹ hạng nhất;
- Huy chương Vì sự nghiệp đại đoàn kết dân tộc; Huy chương Vì sự nghiệp báo chí;
- Huy hiệu 60 năm tuổi Đảng.